# Русланова, Нина Ивановна
Ни́на Ива́новна Русла́нова (5 декабря 1945, Харьковская область, СССР — 21 ноября 2021, Москва, Россия) — советская и российская актриса театра, кино и телевидения. Народная артистка Российской Федерации (1998), лауреат Государственной премии РСФСР имени братьев Васильевых (1986). Четырёхкратный лауреат премии «Ника».

## Биография
Обстоятельств своего рождения актриса не знала. В возрасте предположительно двух месяцев, её нашли в городе Богодухове (Харьковская область, УССР) и определили в детский дом. Там же ей дали отчество Ивановна, а фамилию Русланова ей дала инспектор детских домов в честь певицы Лидии Руслановой.
Пришла инспектор детских садов, такая, очень уважаемая, великая женщина, очень солидная такая, с большой коробкой шоколадных конфет. Я их, конфеты, до того не пробовала, даже не видела таких, да и после этого она, коробка, тут же исчезла, я даже попробовать не успела. Потом она меня спрашивает: «Девочка, как тебя зовут?», я отвечаю на украинском (я разговаривала тогда только на украинском): «Ніна», — «А фамилия у тебя какая?», — «Не знаю, немає в мене фамілії», — «Вот запомни, девочка, что фамилия у тебя теперь будет Русланова, есть такая известная певица». И я думаю, — продолжает Нина Ивановна, — что это её дар, талант её (Руслановой) передался мне по жизни.
День рождения — 5 декабря — выбрала сама, поскольку в СССР это был выходной день — День Сталинской Конституции, в который устраивались импровизированные концерты, и в детском доме относительно вкусно кормили.
До своего совершеннолетия Нина Русланова сменила пять детских домов в Харьковской области, окончила строительное училище по специальности «штукатур», затем поступила в Харьковский театральный институт, где проучилась один курс.
Уехав из Харькова в Москву, поступила в Театральное училище им. Б. В. Щукина. Окончила училище в 1969 году, курс В. К. Львовой вместе с Л. А. Филатовым, А. Л. Кайдановским, Б. С. Галкиным, Н. С. Гурзо, В. А. Качаном, И. В. Дыховичным, А. А. Вертинской, А. С. Халецким, Яном Арлазоровым.
С 1969 года — актриса Театра имени Евгения Вахтангова, в 1985—1988 годах — театра имени Вл. Маяковского. Служила в Театре имени Рубена Симонова.
Снималась в кино с 1967 года (первая роль — Надежда в фильме Киры Муратовой «Короткие встречи»). С 1988 года — актриса киностудии им. М. Горького. Всего на счету актрисы почти 150 ролей в кино.
28 января 2019 года Нина Русланова была героем программы «Судьба человека» с Борисом Корчевниковым на телеканале «Россия-1».

### Последние годы, болезнь, смерть, похороны
После двух перенесённых в 2009 и 2014 годах инсультов Нина Русланова была вынуждена отойти от активной творческой деятельности. В 2010 году актрисе была сделана операция по протезированию сердечного клапана.
В октябре 2021 года Русланова обратилась в больницу из-за плохого самочувствия на фоне проблем с сердцем. Через несколько дней актриса была переведена в реанимацию, у неё случился инфаркт. Позднее были диагностированы дыхательная недостаточность I—II степени, мерцательная аритмия, вирусная пневмония на фоне коронавируса.
Нина Русланова скончалась в Москве 21 ноября 2021 года на 76-м году жизни. Прощание с актрисой состоялось 24 ноября 2021 года в Центральном доме кинематографистов, похороны состоялись в тот же день на Троекуровском кладбище рядом с могилами Анны Политковской, Юлии Началовой, Валентины Толкуновой, Андрея Панина, Владислава Галкина, Любови Полищук, Натальи Гундаревой.
18 августа 2024 года на могиле Руслановой был открыт памятник.

### Семья
- Была замужем за юристом и предпринимателем Геннадием Рудаковым.
  - Дочь — Олеся Геннадьевна Рудакова (род. 1976). Снялась в нескольких фильмах вместе с мамой («Дважды воскресший» (1984), «Резиновая женщина» (1991), «Ка-ка-ду» и «Доброй ночи!» (1992).
  - Внук — Константин (род. 2009).
- С конца 1980-х годов состояла в неформальных незарегистрированных отношениях со звукооператором Санкт-Петербургского театра имени Ленсовета Рафкатом Габитовым[16].

## Творчество

### Роли в театре

#### Театр имени Е. Б. Вахтангова(1969—1979)
- 1969, 1977 — «Мещанин во дворянстве» Ж. Мольера. Постановка В. Шлезингера — Николь
- 1970 — «Память сердца» А. Корнейчука — Наташа
- 1970 — «Конармия» И. Э. Бабеля — Мария
- 1970 — «Артём» А. Хазина — Зяблова
- 1971 — «Антоний и Клеопатра» У. Шекспира. Постановка Е. Симонова — Хармиана
- 1972 — «Молодость театра» А. К. Гладкова. Постановка Е. Симонова — Нина Прохорова
- 1973 — «Женщина за железной двери» — Шаргия
- 1974 — «Ковалёва из провинции» И. М. Дворецкого — Елена Михайловна Ковалёва
- 1974 — «Театральная фантазия» Л. Зорина — Катя-буфетчица
- 1975 — «Фронт» А. Корнейчука. Постановка Е. Симонова — Маруся
- 1975 — «Иркутская история» А. Н. Арбузова; постановка Е. Симонова — Валька-дешёвка
- 1976 — «Ричард III» У. Шекспира; постановка Р. Н. Капланяна — Маргарита
- 1979 — «Леший» А. П. Чехова. Постановка Е. Симонова — Соня

#### Московский академический театр имени Владимира Маяковского(1985)
- 1985 — «Завтра была война» Б. Васильева — Полякова, мать Искры

#### Московский драматический театр имени Рубена Симонова
- «Воительница» Н. С. Лескова — Домна Платоновна
- «Юбилей» А. П. Чехова — Мерчуткина

### Фильмография
| Год       |     | Название                                            | Роль                                                                                     |
| --------- | --- | --------------------------------------------------- | ---------------------------------------------------------------------------------------- |
| 1967      | ф   | Короткие встречи                                    | Надежда, домработница                                                                    |
| 1967      | кор | Возвращение                                         | невеста                                                                                  |
| 1968      | ф   | Случай из следственной практики                     | Тоня Трушина                                                                             |
| 1969      | ф   | Её имя — Весна                                      | Вера, медсестра госпиталя                                                                |
| 1970      | тсп | Драма на охоте                                      | Тина                                                                                     |
| 1971      | ф   | Егор Булычов и другие                               | Глафира, горничная                                                                       |
| 1971      | ф   | Тени исчезают в полдень                             | Марья Воронова                                                                           |
| 1972      | кор | Пятый день осенней выставки                         | Клавдюха                                                                                 |
| 1973      | ф   | Друзья мои                                          | Зина                                                                                     |
| 1973      | ф   | Бесстрашный атаман                                  | Меланья                                                                                  |
| 1973      | тсп | Память сердца                                       | Имя персонажа не указано                                                                 |
| 1974      | ф   | Контрабанда                                         | официантка                                                                               |
| 1974      | ф   | Ещё можно успеть                                    | девушка со стройки                                                                       |
| 1974      | ф   | Второе дыхание                                      | Надежда                                                                                  |
| 1975      | ф   | Афоня                                               | Тамара, подруга Афони                                                                    |
| 1976      | ф   | Псевдоним: Лукач                                    | переводчица Дурутти                                                                      |
| 1977      | тсп | Мещанин во дворянстве                               | Николь, служанка Журдена                                                                 |
| 1978      | ф   | Супруги Орловы                                      | Матрёна Орлова                                                                           |
| 1979      | ф   | Цыган                                               | Екатерина Филипповна                                                                     |
| 1979      | ф   | Родное дело                                         | Маруся                                                                                   |
| 1980      | кор | Встреча                                             | Анна                                                                                     |
| 1980      | ф   | Познавая белый свет                                 | штукатур Люба                                                                            |
| 1980      | ф   | И вечный бой… Из жизни Александра Блока             | Катя                                                                                     |
| 1980      | ф   | Что там, за поворотом?                              | Клавдия                                                                                  |
| 1980      | ф   | Не стреляйте в белых лебедей                        | Харитина Макаровна, жена Полушкина                                                       |
| 1980      | ф   | Личной безопасности не гарантирую…                  | Степанида                                                                                |
| 1981      | ф   | Куда он денется!                                    | Катя Гребенько                                                                           |
| 1981      | ф   | Две строчки мелким шрифтом                          | Светлана, однокурсница Голубкова                                                         |
| 1981      | ф   | Будьте моим мужем                                   | Альбина Петровна, хозяйка дома                                                           |
| 1982      | ф   | Слёзы капали                                        | Дина, подруга Васиных                                                                    |
| 1982      | ф   | Остановился поезд                                   | Мария Игнатьевна, секретарь горкома КПСС                                                 |
| 1982      | ф   | Найти и обезвредить                                 | Нюра (Анна Васильевна), жена Николая, хозяйка таёжного дома                              |
| 1982      | ф   | Берегите мужчин!                                    | Марфа Петровна Радионова                                                                 |
| 1982      | ф   | Купальская ночь                                     | Паланея                                                                                  |
| 1983      | ф   | Среди серых камней                                  | домоправительница                                                                        |
| 1983      | ф   | Уникум                                              | председатель худсовета                                                                   |
| 1983      | ф   | Дважды рождённый                                    | мать Андрея                                                                              |
| 1984      | ф   | Очень важная персона                                | Галина                                                                                   |
| 1984      | ф   | Мой друг Иван Лапшин                                | Наташа Адашова, актриса                                                                  |
| 1984      | ф   | Зудов, вы уволены!                                  | Катерина, жена Никиты Зудова                                                             |
| 1985      | ф   | Не ходите, девки, замуж                             | Анисья Ильинична                                                                         |
| 1985      | ф   | Зимняя вишня                                        | Лариса                                                                                   |
| 1985      | ф   | Дикий хмель                                         | Евдокия Тах                                                                              |
| 1985      | ф   | Вот моя деревня…                                    | Матрёна                                                                                  |
| 1985      | ф   | Возвращение Будулая                                 | Катерина                                                                                 |
| 1985      | ф   | Грядущему веку                                      | Мария Семёновна                                                                          |
| 1985      | ф   | Валентин и Валентина                                | Лиза, мать Валентина, проводница, подруга Риты                                           |
| 1986      | ф   | Кин-дза-дза!                                        | Галина Борисовна, заместитель декана (в титрах не указана; озвучивает Наталья Гундарева) |
| 1986      | ф   | Удивительная находка, или Самые обыкновенные чудеса | тётка Марина                                                                             |
| 1986      | ф   | При открытых дверях                                 | Зинаида Ивановна                                                                         |
| 1986      | ф   | Знак беды                                           | Степанида Богатька                                                                       |
| 1986      | ф   | За Ветлугой-рекой                                   | Ксения                                                                                   |
| 1987      | ф   | Она с метлой, он в чёрной шляпе                     | Василиса                                                                                 |
| 1987      | ф   | На исходе ночи                                      | Настя                                                                                    |
| 1987      | ф   | Завтра была война                                   | товарищ Полякова, мать Искры                                                             |
| 1987      | ф   | Забавы молодых                                      | Вера Семёновна                                                                           |
| 1988      | ф   | Хлеб — имя существительное                          | Фрося-Вишенка                                                                            |
| 1988      | ф   | Семь дней Надежды                                   | Голубева                                                                                 |
| 1988      | ф   | Собачье сердце                                      | Дарья Петровна Иванова                                                                   |
| 1989      | ф   | Это было у моря                                     | Зоя Григорьевна                                                                          |
| 1989      | ф   | Торможение в небесах                                | Валентина Лалитина, режиссёр программы «Время»                                           |
| 1989      | ф   | Смиренное кладбище                                  | Валентина, жена Воробья                                                                  |
| 1989      | ф   | Канувшее время                                      | жена Онисимова                                                                           |
| 1989      | ф   | Казённый дом                                        | Марта Казимировна, инспектор детских домов                                               |
| 1990      | ф   | Стервятники на дорогах                              | Рита                                                                                     |
| 1990      | ф   | Мир в другом измерении                              | Кадкина                                                                                  |
| 1990      | ф   | Зимняя вишня 2                                      | Лариса                                                                                   |
| 1990      | ф   | Захочу — полюблю                                    | мать Натальи                                                                             |
| 1990      | ф   | Гамбринус                                           | мадам Иванова                                                                            |
| 1990      | ф   | Аферисты                                            | Саввична                                                                                 |
| 1990      | ф   | Автостоп                                            | Настя                                                                                    |
| 1990      | с   | Ералаш                                              | учительница математики                                                                   |
| 1991      | ф   | По Таганке ходят танки                              | продавщица                                                                               |
| 1991      | ф   | Не спрашивай меня ни о чём                          | Нина, соседка                                                                            |
| 1991      | ф   | Небеса обетованные                                  | тётя Жанны, портниха из Твери                                                            |
| 1991      | ф   | Мигранты                                            | мать Павла                                                                               |
| 1991      | ф   | Афганский излом                                     | Татьяна                                                                                  |
| 1991      | ф   | Резиновая женщина                                   | кооператорша                                                                             |
| 1992      | ф   | Русские братья                                      | Марфуша                                                                                  |
| 1992      | ф   | Пустельга (Казахстан, Россия)                       | Наташа                                                                                   |
| 1992      | ф   | Ка-ка-ду                                            | гостья                                                                                   |
| 1992      | ф   | Доброй ночи!                                        | Маргарита Николаевна, коллега Ромы                                                       |
| 1992      | ф   | Большой капкан, или Соло для кошки при полной Луне  | Муся                                                                                     |
| 1993      | ф   | Про бизнесмена Фому                                 | Клава                                                                                    |
| 1993      | ф   | Не стреляйте в пассажира!                           | мать Романа                                                                              |
| 1993      | ф   | Грех. История страсти                               | церковная староста                                                                       |
| 1994      | ф   | Я свободен, я ничей                                 | Александра Васильевна                                                                    |
| 1994      | ф   | Господа артисты (Украина, США)                      | жена губернатора                                                                         |
| 1994      | ф   | Бульварный роман                                    | Александра Михайловна                                                                    |
| 1995      | ф   | Зимняя вишня 3                                      | Лариса Павловна                                                                          |
| 1995      | с   | Мелочи жизни                                        | Наталья Евдокимовна, работник таможни, возлюбленная Ожерельева                           |
| 1997      | ф   | Бедная Саша                                         | Галя, жена Берёзкина                                                                     |
| 1997      | ф   | Мама, не горюй                                      | тёща Морячка                                                                             |
| 1998      | ф   | Хрусталёв, машину!                                  | жена генерала                                                                            |
| 1998      | ф   | Цирк сгорел, и клоуны разбежались                   | первая жена Николая                                                                      |
| 2000      | ф   | Марш Турецкого                                      | Шура Романова, начальник ГУВД Москвы</small>                                             |
| 2000—2003 | с   | Тайны дворцовых переворотов                         | Анна Иоанновна (перед восшествием на престол)                                            |
| 2001      | ф   | Иван-дурак                                          | мать Ивана                                                                               |
| 2001      | ф   | Мамука                                              | Имя персонажа не указано                                                                 |
| 2002      | ф   | Чеховские мотивы (Украина)                          | Имя персонажа не указано                                                                 |
| 2003      | ф   | Дни Ангела                                          | Ирина Мамрова (Мамрыня)                                                                  |
| 2003      | с   | Участок                                             | учительница химии Мария Антоновна Липкина                                                |
| 2003      | ф   | Француз                                             | мать Ани                                                                                 |
| 2004      | с   | Карусель                                            | баба Шура                                                                                |
| 2004      | с   | Наваждение                                          | мать Виктора                                                                             |
| 2004      | ф   | Год Лошади: Созвездие скорпиона                     | Серафима Ильинична                                                                       |
| 2004      | ф   | Настройщик                                          | Люба                                                                                     |
| 2004—2006 | с   | Моя прекрасная няня                                 | тётя Фая                                                                                 |
| 2004      | ф   | Самара-городок                                      | Валентина Ивановна, мать Варвары                                                         |
| 2005      | ф   | Первый после Бога                                   | заведующая столовой                                                                      |
| 2005      | ф   | Мама, не горюй 2                                    | тёща Морячка                                                                             |
| 2005      | ф   | Лебединый рай                                       | Мещерякова                                                                               |
| 2006      | ф   | Кинофестиваль, или Портвейн Эйзенштейна             | председатель Госкино                                                                     |
| 2006      | ф   | Заколдованный участок                               | Мария Антоновна Липкина                                                                  |
| 2005      | ф   | Убойная сила 6                                      | Володина                                                                                 |
| 2006      | ф   | У реки                                              | Маша                                                                                     |
| 2006      | с   | Девять месяцев                                      | свекровь Таси                                                                            |
| 2006      | ф   | Виола Тараканова 3                                  | Элен Кухмистрова, модельер                                                               |
| 2007      | ф   | Ванечка                                             | представитель органов опеки                                                              |
| 2007      | с   | Вся такая внезапная                                 | Татьяна                                                                                  |
| 2007      | ф   | Ирония судьбы. Продолжение                          | соседка на крыше                                                                         |
| 2007      | ф   | Отец                                                | Анюта                                                                                    |
| 2007      | ф   | Игра слов. Переводчица олигарха                     | тётя Нина                                                                                |
| 2007      | с   | От любви до кохання                                 | баба Ганна                                                                               |
| 2007—2012 | с   | Путейцы                                             | Тамара Петровна, проводница                                                              |
| 2007      | ф   | Два в одном                                         | рабочая сцены                                                                            |
| 2007—2008 | с   | Папины дочки                                        | Нина Петровна (Николаевна), мать Сергея Васнецова, бабушка девочек                       |
| 2008      | ф   | В ожидании чуда                                     | дворничиха                                                                               |
| 2009      | ф   | Ночь бойца                                          | бабушка Лизы                                                                             |
| 2009      | с   | Участковая                                          | Зинаида Савельевна Жуева, активистка района                                              |
| 2009      | ф   | Террористка Иванова                                 | Нина, сестра Пилюгина                                                                    |
| 2009      | ф   | Тётя Клава фон Геттен                               | Клавдия Петровна фон Геттен                                                              |
| 2009      | ф   | Мальчики-девочки                                    | бабушка Димы                                                                             |
| 2009      | ф   | Мелодия для шарманки                                | бездомная                                                                                |
| 2009      | ф   | Дом Солнца                                          | баба Оля                                                                                 |
| 2010      | ф   | Партизаны                                           | Салтычиха                                                                                |
| 2010      | ф   | О чём говорят мужчины                               | администратор гостиницы                                                                  |
| 2010      | ф   | Китайская бабушка                                   | Мила Денисовна, сестра Кати                                                              |
| 2011      | с   | Золото скифов                                       | Наталья                                                                                  |
| 2011      | ф   | Жила-была одна баба                                 | Крячиха                                                                                  |
| 2011      | ф   | С болваном                                          | Имя персонажа не указано                                                                 |
| 2011      | ф   | Неуд по любви                                       | бабушка Шуры                                                                             |
| 2011      | ф   | Найди меня                                          | Варя, дворник                                                                            |
| 2011      | с   | Товарищи полицейские                                | Валентина Фёдоровна Репникова                                                            |
| 2011      | ф   | Огуречная любовь                                    | Клавдия Степановна Глыба                                                                 |
| 2012      | ф   | Мамы (новелла «Мама, положи деньги»)                | Мария Алексеевна                                                                         |
| 2012      | ф   | Москва 2017 / Branded                               | женщина в толпе                                                                          |
| 2013      | с   | Кукушечка                                           | баба Люба                                                                                |
| 2014      | ф   | Вий                                                 | жена Явтуха                                                                              |

#### Киножурнал «Фитиль»
| Год  |     | Название                        | Роль                     |
| ---- | --- | ------------------------------- | ------------------------ |
| 1988 | кор | Случай на птичьем рынке (№ 316) | женщина на птичьем рынке |
| 2002 | кор | Трудный выбор (№ 415)           | мать Коли                |

| Год  |    | Название               | Роль                                              |
| ---- | -- | ---------------------- | ------------------------------------------------- |
| 1974 | мф | Алёнушка и солдат      | Алёнушка                                          |
| 1981 | мф | Бездомные домовые      | Акулина, хозяйка                                  |
| 1982 | мф | Рыбья упряжка          | ворона                                            |
| 1987 | мф | Мартынко               | служанка                                          |
| 1988 | мф | Карпуша                | Корова                                            |
| 1988 | мф | Кому повем печаль мою? | хозяйка                                           |
| 1988 | мф | Седой медведь          | травница / медведица                              |
| 1989 | мф | Музыкальный магазинчик | Муха                                              |
| 1990 | мф | Кто там?               | мама                                              |
| 2000 | мф | Тушите свет! («НТВ»)   | Хавронья Моржова, жена Хрюна (несколько выпусков) |
| 2006 | мф | Моя любовь             | Имя персонажа не указано                          |

## Награды и достижения
Государственные награды:
- 1982 — Заслуженная артистка РСФСР
- 1986 — Государственная премия РСФСР имени братьев Васильевых — за фильм «Мой друг Иван Лапшин»
- 1987 — Государственная премия БССР — за фильм «Знак беды»
- 1998 — Народная артистка Российской Федерации[2]

Другие награды, премии, поощрения и общественное признание:
- 1988 — кинопремия «Ника» — за лучшую женскую роль («Завтра была война», «Знак беды», «Короткие встречи»)
- 1988 — Золотая медаль имени А. Довженко — за фильм «Знак беды»
- 1990 — кинопремия «Ника» — за лучшую роль второго плана («Смиренное кладбище»)
- 2000 — театральная премия «Чайка» — за лучшую женскую роль («Путём взаимной переписки»)
- Включена с Станиславом Садальским в список «2000 выдающихся артистов XX века» Международного Кембриджского Биографического центра (2001)
- 2005 — кинопремия «Ника» — за лучшую женскую роль второго плана («Настройщик»)
- 2006 — кинопремия «Золотой орёл» — за лучшую женскую роль («Настройщик»)
- 2011 — кинопремия «Ника» — за лучшую женскую роль («Китайская бабушка»)
- Гран-при Академии искусств Франции.

## Документальные фильмы и телепередачи
- «Нина Русланова. „Гвоздь программы“» («Первый канал», 2015)[20][21]